# 青森県道13号大鰐浪岡線
青森県道13号大鰐浪岡線（あおもりけんどう13ごう おおわになみおかせん）は、青森県南津軽郡大鰐町から青森市浪岡に至る県道（主要地方道）である。

## 概要
南津軽郡大鰐町大字鯖石で国道7号から分岐し、青森市浪岡大字浪岡で青森県道285号浪岡藤崎線に接続する。
この地方の民謡「津軽よされ節」からとって、通称津軽よされラインといわれる。

### 路線データ
- 起点 : 南津軽郡大鰐町[1]（国道7号交点、鯖石交差点）
- 終点 : 青森市浪岡[1]（青森県道285号浪岡藤崎線交点）
- 重要な経過地 : 平川市、黒石市[1]

## 歴史
- 1961年（昭和36年）2月10日 - 県道に認定される[1]。
- 1993年（平成5年）5月11日 - 建設省により県道大鰐浪岡線が主要地方道大鰐浪岡線に指定される[2]。

## 路線状況

### バイパス道路
- 乳井バイパス（弘前市）

### 重複区間
- 青森県道148号畑中竹鼻線（黒石市下目内澤 - 黒石市飛内）

## 地理

### 通過する自治体
- 南津軽郡大鰐町 - 弘前市 - 平川市 - 黒石市 - 青森市

### 交差する道路
- 国道7号（弘前バイパス）（南津軽郡大鰐町八幡館）
- 青森県道135号吹上金屋黒石線（平川市高畑）
- 青森県道13号大鰐浪岡線・バイパス（平川市吹上平岡）
- 青森県道282号小国本町線（平川市本町）
- 青森県道205号町居平賀停車場線（平川市本町）
- 青森県道109号弘前平賀線（平川市小和森中）
- 青森県道116号金屋尾上線（平川市高木）
- 国道102号（黒石市中川）
- 青森県道268号弘前田舎館黒石線/青森県道38号五所川原黒石線（黒石市山形町）
- 青森県道146号浪岡北中野黒石線（黒石市野添町）
- 青森県道148号畑中竹鼻線（黒石市下目内澤）
- 青森県道148号畑中竹鼻線（黒石市飛内）
- 青森県道146号浪岡北中野黒石線（青森市浪岡大字浪岡）
- 青森県道285号浪岡藤崎線（青森市浪岡大字浪岡）

### 交差する道路（バイパス）
- 青森県道260号石川百田線・青森県道127号石川土手町線（アップルロード）（弘前市石川）
- 国道7号（弘前バイパス）（平川市大坊）
- 青森県道41号弘前環状線（平川市大坊）
- 青森県道13号大鰐浪岡線・現道（平川市吹上平岡）

### 沿線にある施設など
- 青森県立柏木農業高等学校
- 柏農高校前駅
- 津軽尾上駅